# Narodi svijeta U
Narodi svijeta U
Ubihi. Ostali nazivi: Убыхи (ruski), sebe zovu Пёх.
- Lokacija:
- Jezik/porijeklo: ubihski jezik (убыхский), abhasko-adigejska porodica, možda čerkeskog porijekla.
- Populacija (2007):
- Vanjske poveznice:

Udegejci. Ostali nazivi: Udege, Käkhala (Tunguzi), Удэгейцы (ruski)
- Lokacija:
- Jezik/porijeklo:
- Populacija (2007):
- Vanjske poveznice:

Udini. Ostali nazivi: Удины (Udiny, ruski)
- Lokacija:
- Jezik/porijeklo: lezginski narod.
- Populacija (2007):
- Vanjske poveznice:

Udmurti. Ostali nazivi: Удмурты (ruski)
- Lokacija: Udmurtija
- Jezik/porijeklo:
- Populacija (2007):
- Vanjske poveznice:

Ugarski narodi.
- Skupina naroda danas naseljenih u Rusiji i Mađarskoj. Sastoje se od Opskih Ugara (Voguli i Ostjaci) i Mađara.

Ugrofinski narodi. ruski: Финно-угорские народы
- Skupina naroda danas naseljenih u Rusiji, Finskoj, Estoniji i Mađarskoj. Osnovna je podjela na ugarske i finske narode.

Ukrajinci. Ostali nazivi: Українці (ukrajinski)
- Lokacija: Ukrajina
- Jezik/porijeklo: ukrajinski, slavenska grupa naroda
- Populacija (2007):
- Vanjske poveznice:

Urjanhajci →Tuvinci
Ulči. Ostali nazivi: Mangun (noviji naziv). Rusi ih ponekad zovu Giljaci kao i Nivhe. Ульчи (Ruski).
- Lokacija: blizu Habarovska, Rusija.
- Jezik/porijeklo:
- Populacija (2007):
- Vanjske poveznice:

Uskoci, crnogorsko pleme
Uzbeci. Ostali nazivi: Узбеки (ruski)
- Lokacija: Uzbekistan
- Jezik/porijeklo: uzbečki
- Populacija (2007):
- Vanjske poveznice:

Ufia   	Benue, Nigerija
Ukelle   	Cross River, Nigerija
Ukwani (Kwale)   	Delta, Nigerija
Uncinda   	Kaduna, Kebbi, Niger, Sokoto, Nigerija
Uneme (Ineme)   	Edo, Nigerija
Ura (Ula)   	Niger, Nigerija
Urhobo   	Delta, Nigerija
Utonkong   	Benue, Nigerija
Uyanga   	Cross River, Nigerija
Unjadi (QLD), Undanbi (QLD), Umede (WA), Ualarai (NSW).